# Російський паркет
Російський паркет — галузь декоративно-ужиткового мистецтва, спеціалізована на створенні підлог з різних матеріалів, серед них і деревини різних сортів, тобто паркету.
Технологія створення підлог має власну історію. В Московії 16 століття з'явились підлоги з дубових «цеглин» і викладались на зразок спрощеного малюнку ялинки. Але це були майже винятково палацові підлоги.

## Техніка паркету 17 століття в Московії
Збереглися відомості про техніку створення паркету в Московії 17 ст. Базовим шаром слугувало вапно, що перешкоджало швидкому псуванню деревини, а шви між паркетними дошками заліплювали сумішшю вапна зі смолою. Саме за цією технологією були створені паркети в соборі Святого Дмитра в місті Володимир, храмі Василя Блаженного в Москві тощо.
Отримала розповсюдження техніка набору паркету на дерев'яних щитах, що мали стандартний розмір. Це дозволяло прискорити розрахунки і створення самого паркету (підлоги) в приміщенні.

## Петербурзькі паркети початку 18 століття

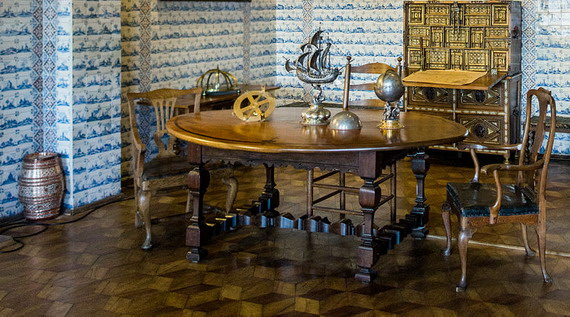
Паркет в Морському кабінеті, Меншиковський палац, Санкт-Петербург.

Цар Петро І у 1711 р. закрив теслярські майстерні Оружейної палати в Москві заради примусового переведення майстрів у столичний Санкт-Петербург. Тут і відбулась зустріч російських технік обробки деревини з техніками, матеріалами і малюнками західноєвропейських майстрів паркету. Високохудожні паркети і в Петербурзі були перевагою імператорських палаців і помешкань найбагатших вельмож доби, тобто були рідкісними.
Меншиковський палац (перша кам'яна і велика за розмірами будівля Петербурга) дає добру уяву про всі типи підлог початку 18 століття. Палац став будівельним  майданом, що увібрав в себе багато технологій і засобів обробки будматеріалів перехідної доби. Так, в службових приміщеннях першого поверху використали холодні підлоги, викладені з цегли, де розмістили палацову варту і зброю, поварню тощо. Частина підлог була вкрита прямокутними стулками мармуру контрастних кольорів на голландський зразок. Деякі зали мали прості дощаті підлоги без паркетів (токарня, приміщення для вартових матросів тощо).
Теплі підлоги з паркетом були створені лише на другому, парадному поверху палацу. Невеличкі за розмірами зали мали геометричні паркети, в кожній залі з власним малюнком.

## Паркети за проектами Антоніо Рінальді

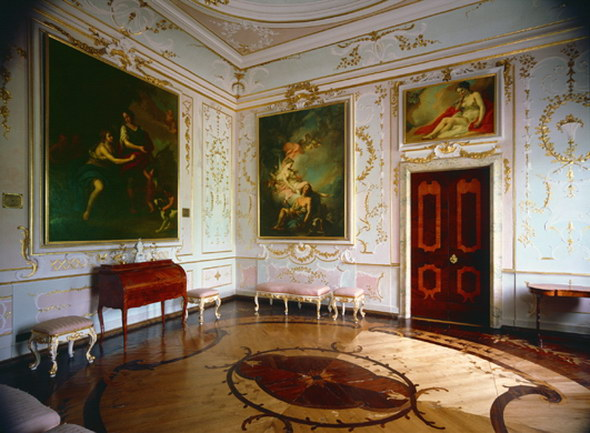
Китайський палац, паркет, Сиренева вітальня
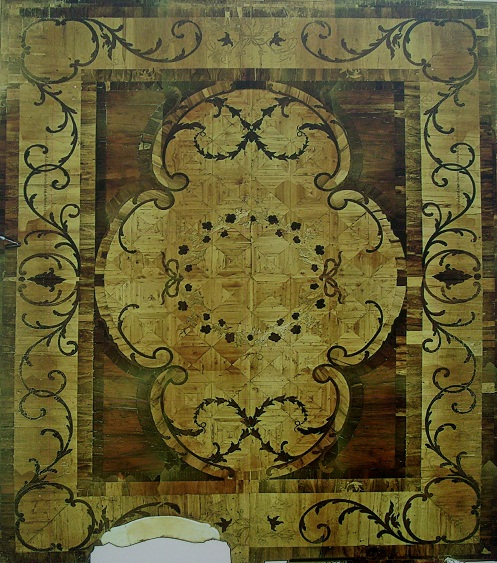
Антоніо Рінальді. Проект паркету для Китайського палацу (Блакитна вітальня)
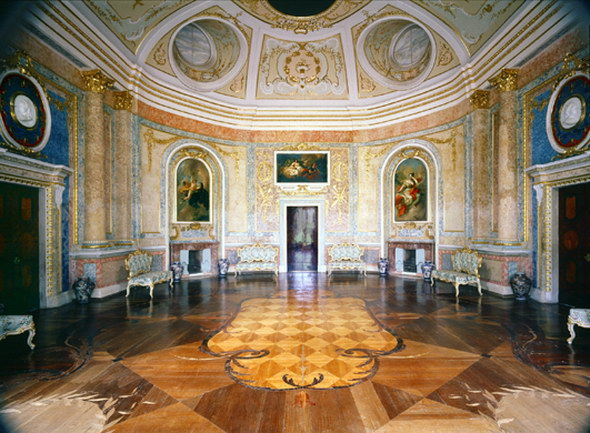
Китайський палац, паркет, Велика зала

## Паркети палацу в Останкіно
Палац в садибі Останкіно мав власні особливості як в побудові, так і в розплануванні та оточенні. Для кріпацьких театрів зазвичай відводили окремий павільйон в садибному парку або окреме приміщення у флігелі. В Останкіно, навпаки,  спочатку вибудували театр зі сценою і театральними механізмами, а потім облямували приміщення театру низкою парадних зал. Театр таким чином став центральним приміщенням палацу і почав виконувати окрім театральних — функції бальної зали і приміщення для бенкетів.
Зали, що облямовували пишну театральну залу, теж отримали пишний декор. Володар палацу сильно поспішав, тому від коштовних матеріалів відмовились скрізь, де було можна. До декору палацу підійшли як до створення бутафорських інтер'єрів на сцені. Коштовний мармур заміняли деревиною, майстерно розписаною під малюнки як на мармурі, а бронзу «виготовили» з пап'є-маше, пофарбованого під справжню бронзу. Художні плафони в палацових залах створили не технікою фрески по вологому ґрунту, що потребувало сушки, а створенням малюнків на полотні чи на папері і розмістили їх на стелях.
Але були і винятки - люстри і паркети. Декоруванням палацу опікувався кріпак Павло Аргунов . Саме йому приписують створення палацових паркетів. Створювали малюнок майбутньої підлоги, а кріпак-тесляр Федір Пряхін з бригадою кріпаків-помічників реалізовував малюнок з російських і закордонних сортів деревини з додачею олова і перламутру. Паркети палацу в Останкіно набули оригінальності і через використання коштовних сортів деревини ( самшит, палісандр, амарант та ін.), і через оригінальні малюнки, не повторені більше ніде.

## Систематизація досвіду у 19 ст.

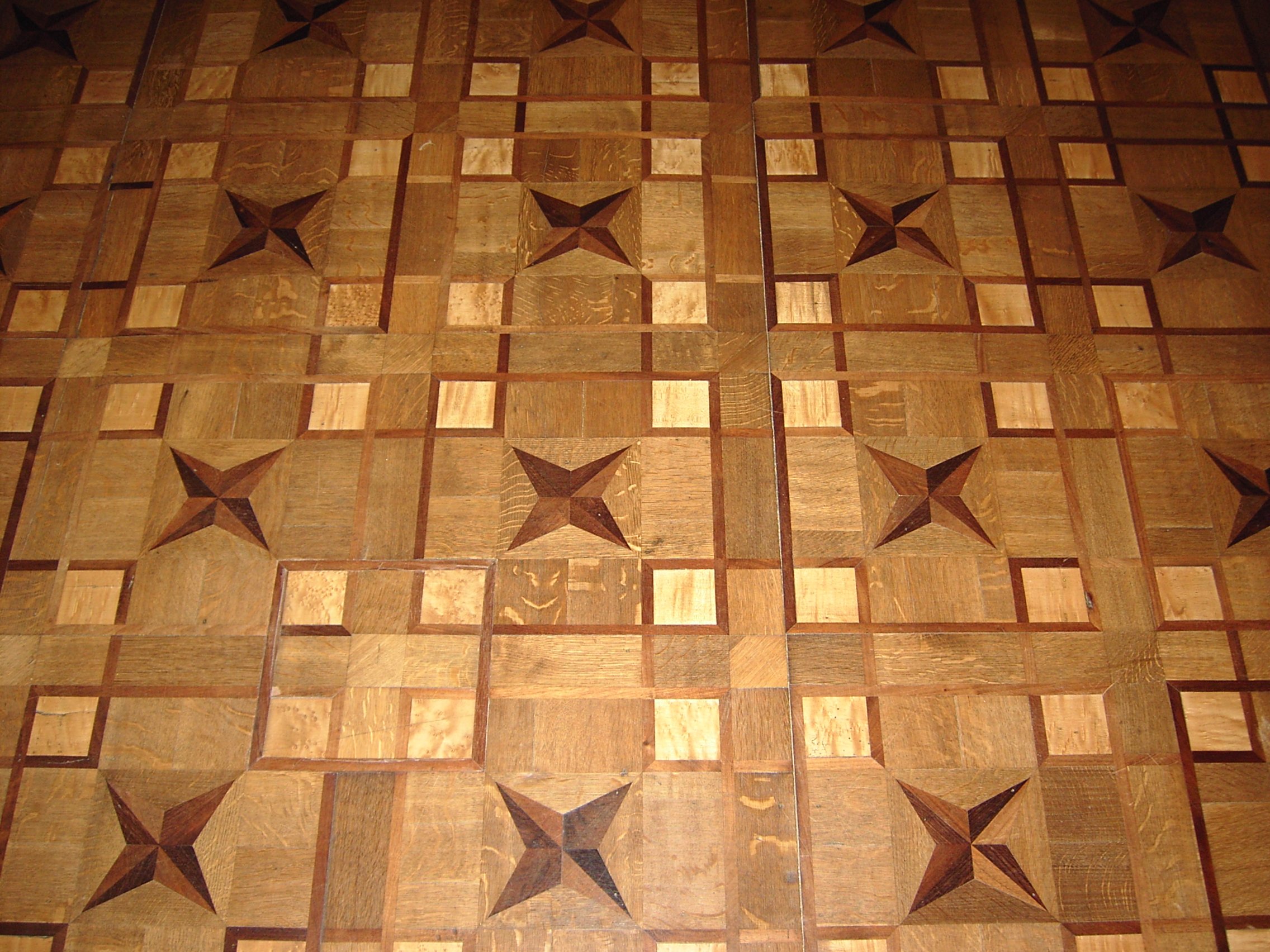

Лише в 19  пройшла перша систематизація знань про підлоги і паркети. Підлоги в 19 с. розділили на теплі і холодні (теплі — з деревини, холодні — з інших будматеріалів, тобто цегли, кераміки, чавуну, асфальту тощо ).
Паркети і віднесли до теплих підлог. Досягнення певного фінансового успіху логічно приводило до створення дерев'яних підлог в житлових помешканнях, а в парадних кімнатах замовляли паркет. В 19 ст. запропоновані і перші стандартні малюнки для паркетів, орієнтовані на певний прошарок небагатих клієнтів.
Ще наприкінці 18 ст. виникають відносно дешеві соснові паркети. Вони мали спрощений малюнок. 
Для швидкості робіт перейшли і до створення дощатих щитових підлог. Заздалегідь декілька дощок фіксували разом у єдиний щит (своєрідний модуль). Потім з цих щитів створювали підлогу.
Мистецьку вартість мали лише художні паркети за індивідуальним малюнком, виконані з декількох сортів деревини ( до 10 і більше сортів ) з додачею перламутру або без нього. В 19 ст. отримало поширення вкривати паркети воском, потім замість воску мастикою. Лаки тої пори не були стійкими, їх почали використовувати пізніше. Дешевим засобом створення малюнку на деревині підлоги було наклеювання на дошки тканин ( часто ситець з рослинним малюнком ) або паперових шпалер. В цьому випадку папір з малюнком обов'язково захищали шаром лаку.
Мали поширення і імітації коштовних художніх паркетів. Деревину підлоги ґрунтували, фарбували у єдиний колір, а потім запрошували маляра для створення мальованої імітації паркету.